# Куровка (Саратовская область)
Куровка — село в Новоузенском районе Саратовской области, в составе сельского поселения Олоновское муниципальное образование. Первоначально известно как деревня Курская. 

## География
Село расположено на берегу пруда Казённый в верховьях реки Дюра примерно в 40 км по прямой в северо-восточном направлении от районного центра города Новоузенска.

## История
Деревня Курская упоминается в Списке населённых мест Самарской губернии, по сведениям за 1889 год. Согласно Списку деревня относилась к Новоузенскому уезду Самарской губернии, здесь проживало 113 жителей.
Согласно Списку населённых мест Самарской губернии 1910 года деревня Курская относилась к Николаевской волости Новоузенского уезда Самарской губернии, здесь проживало 155 мужчин и 163 женщины, деревню населяли бывшие государственные крестьяне, преимущественно малороссы, православные, в деревне земская школа, земская станция, по воскресеньям проводились базары.
В 1919 году в составе Новоузенского уезда село включено в состав Саратовской губернии.

## Население
Динамика численности населения по годам:
| 1889 | 1910 | 2002 |
| ---- | ---- | ---- |
| 113  | 318  | 57   |

| 2010 |
| ---- |
| 26   |